# 尹齊均
尹齊均（1969年5月14日—），常見譯名為「尹濟均」，韩国电影导演、电影编剧、电影制片人，电影制作公司JK Film代表，2022年被任命为CJ ENM Studios的代表理事。曾在LG Ad等广告公司工作，在太仓兴业举办的剧本公开募集比赛中获得大奖（《新婚旅行》）后开始进入电影界。2001年执导《头师父一体》作为导演出道，其后执导《色即是空》《浪漫刺客》《一番街的奇迹》及制作多部电影。2009年自编自导热门电影《海云台》成为韩国电影史上第五位获得千万票房的导演。2014年执导的电影《国际市场》突破千万观影人次，让其成为双千万导演，在2017年《与神同行》上映前，《国际市场》位列韩国历代电影票房第二位，仅次于同年7月上映的《鸣梁》。

## 作品

### 电影
| 年份 | 片名               | 角色 | 角色 | 角色   | 备注       |
| 年份 | 片名               | 导演 | 编剧 | 制作人 | 备注       |
| ---- | ------------------ | ---- | ---- | ------ | ---------- |
| 2001 | 頭師父一體         | 是   | 是   |        | 导演出道作 |
| 2002 | 怪癖神偷           |      | 是   |        | 友情出演   |
| 2002 | 色即是空           | 是   | 是   |        |            |
| 2003 | 疯狂初恋           |      | 是   |        |            |
| 2003 | 浪漫刺客           | 是   | 是   | 是     |            |
| 2005 | 大胆家族           |      |      | 是     |            |
| 2005 | 我生命中最美的一周 |      |      | 是     |            |
| 2007 | 一番街的奇迹       | 是   |      | 是     |            |
| 2007 | 色即是空2          |      | 是   | 是     | 友情出演   |
| 2009 | 海云台             | 是   | 是   | 是     |            |
| 2009 | 秘密               |      |      | 是     |            |
| 2009 | 和声               |      | 是   | 是     |            |
| 2010 | 我的黑帮恋人       |      |      | 是     |            |
| 2009 | 快递惊魂           |      |      | 是     |            |
| 2009 | 深海之战           |      |      | 是     |            |
| 2012 | 舞后               |      |      | 是     |            |
| 2013 | 間諜               |      | 是   | 是     |            |
| 2014 | 國際市場           | 是   | 是   | 是     |            |
| 2015 | 喜馬拉雅           |      | 是   | 是     |            |
| 2016 | 共助               |      |      | 是     |            |
| 2017 | 那才是我的世界     |      |      | 是     |            |
| 2018 | 协商               |      |      | 是     |            |
| 2022 | 英雄               | 是   |      |        |            |
| 待定 | 归来               | 是   |      |        | 制作推迟   |

## 获奖
- 2009年：第18届釜日電影獎 最佳剧本《海云台》
- 2009年：第18届釜日電影獎 最佳导演《海云台》
- 2009年：第46届大鐘獎 企划奖《海云台》
- 2009年：第12届导演选择奖（朝鲜语：디렉터스 컷 시상식） 年度制作人奖《海云台》
- 2009年：第30届青龍電影獎 韩国电影最高票房奖《海云台》
- 2010年：第7届Maxmovie最佳电影奖（朝鲜语：맥스무비 최고의 영화상） 最佳导演《海云台》
- 2010年：第46屆百想藝術大獎 电影部门大奖《海云台》
- 2015年：第20届春史電影獎 观众票选最佳电影《國際市場》
- 2015年：第17届远东电影节 观众奖《國際市場》
- 2015年：第17届远东电影节 大奖《國際市場》
- 2015年：第27届釜日電影獎 釜日读者评审团奖《國際市場》
- 2015年：第52屆大鐘獎 最佳导演《國際市場》
- 2015年：第52屆大鐘獎 企划奖《國際市場》
- 2015年：第52屆大鐘獎 最佳电影《國際市場》
- 2015年：第35届黄金摄影奖（朝鲜语：황금촬영상） 最佳导演《國際市場》
- 2015年：第35届黄金摄影奖（朝鲜语：황금촬영상） 最佳电影《國際市場》
- 2015年：第36屆青龍電影獎 韩国电影最高票房奖《國際市場》